# 에어 나미비아
에어 나미비아(영어: Air Namibia)는 빈트후크에 본사를 두고 있는 항공사로 허브 공항은 빈트후크 호세아 쿠타코 국제공항, 빈트후크 에로스 공항이 있다.

## 역사
1946년 사우스 웨스트 항공 트랜스포트(영어: South West Air Transport)으로 설립되어 1948년 운항을 시작하였다. 1959년 3월 아일랜드 더블린에 본사가 있는 오릭스 항공(영어: Oryx Aviation)과 합병하여 사우스웨스트항공(영어: South West Airways)이 되었다. 1965년 나미브 항공(영어: Namib Air)이 단독 주주가 되었다. 1978년 사우스 웨스트 항공이 나미브 항공과 합병했다. 1982년 나미비아 정부가 대주주가 되었다. 1987년에 국영화가 되었다. 나미비아가 남아프리카공화국에 독립한 이후 1991년 10월 현재의 사명으로 변경했다. 1998년 나미비아 정부가 자금 지원을 받은 후 다시 나미비아 정부에 인수했다.

## 운항 노선
- 2012년 7월 기준으로 에어 나미비아는 다음과 같은 노선을 운항하고 있다.

### 코드쉐어 협정
- 에어 나미비아는 다음과 같은 항공사와 코드쉐어 협정을 체결하고 있다.

| - 케냐 항공 (스카이팀) - 터키항공 (스타얼라이언스) - 에티오피아 항공 (스타얼라이언스) - 콘도르 |

## 보유 기종
- 2019년 8월 기준으로 에어 나미비아는 다음과 같은 기종을 보유하고 있으며 평균 기령은 14.8년이다.[1][2][3][4]

### 퇴역 기종
- 에어버스 A340-300[6]
- ATR 42[7]
- 비치크래프트 1900D[1]
- 보잉 727[7]
- 보잉 737-200
- 보잉 737-200C
- 보잉 737-500
- 보잉 737-800
- 보잉 747SP[8]
- 보잉 747-400
- 보잉 747-400 콤비[9]
- 보잉 767-300ER
- 세스나 182[10]
- 세스나 210[11]
- 세스나 310[11]
- 세스나 402[11]
- 세스나 404[11]
- 세스나 414[11]
- 콘베어 580[12]
- 더글러스 C-47A
- 더글러스 C-47B
- 더글러스 C-54A
- 더글러스 C-54B
- DHC-8-300
- 더글러스 DC-4
- 더글러스 DC-6B
- 페어차일드 힐러 FH-227[12]
- 포커 F-28-3000
- 포커 F-28-4000
- HS 748 시리즈 2A
- 인도네시안 에어로스페이스 CN-235[13]
- 맥도널 더글러스 MD-11[14]
- 파이퍼 PA-31 나바조[10]
- 파이퍼 PA-34 세네카[11]

## 사진

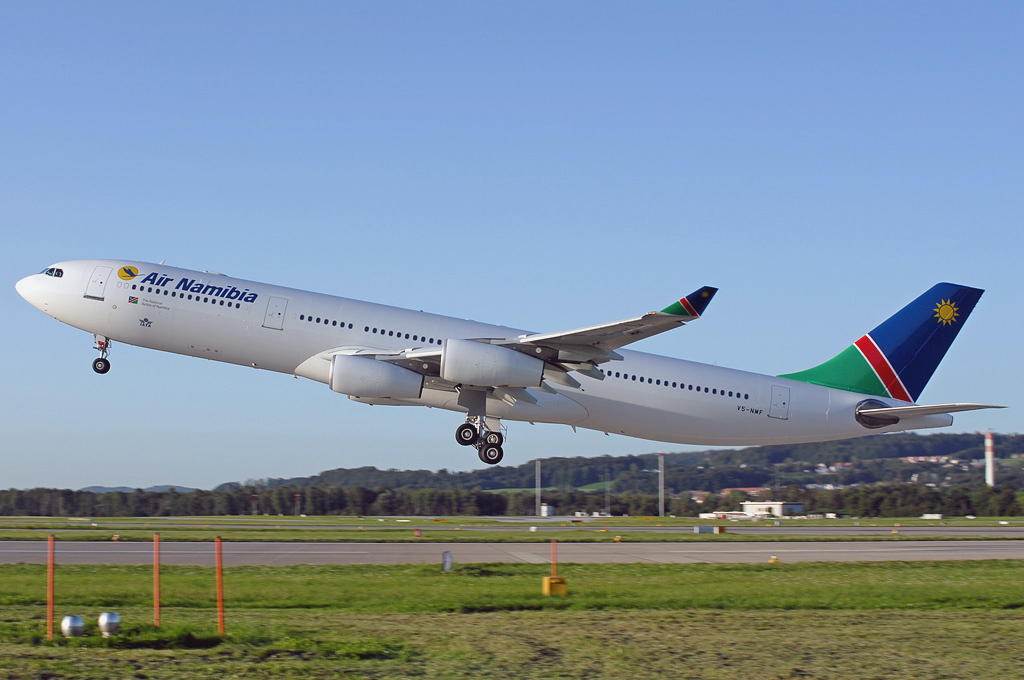
에어 나미비아의 에어버스 A340-300
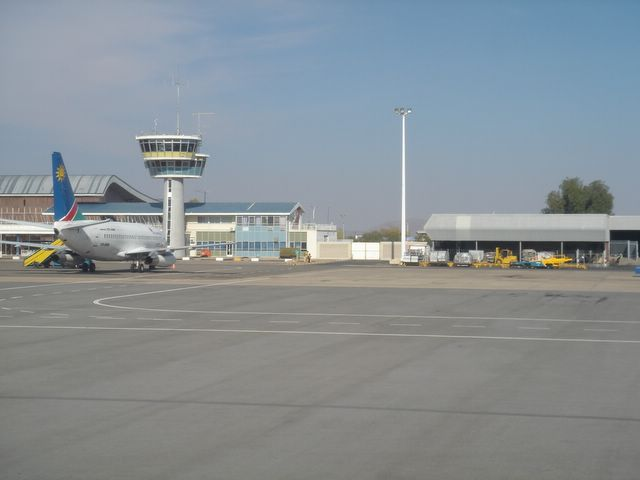
에어 나미비아의 보잉 737-200
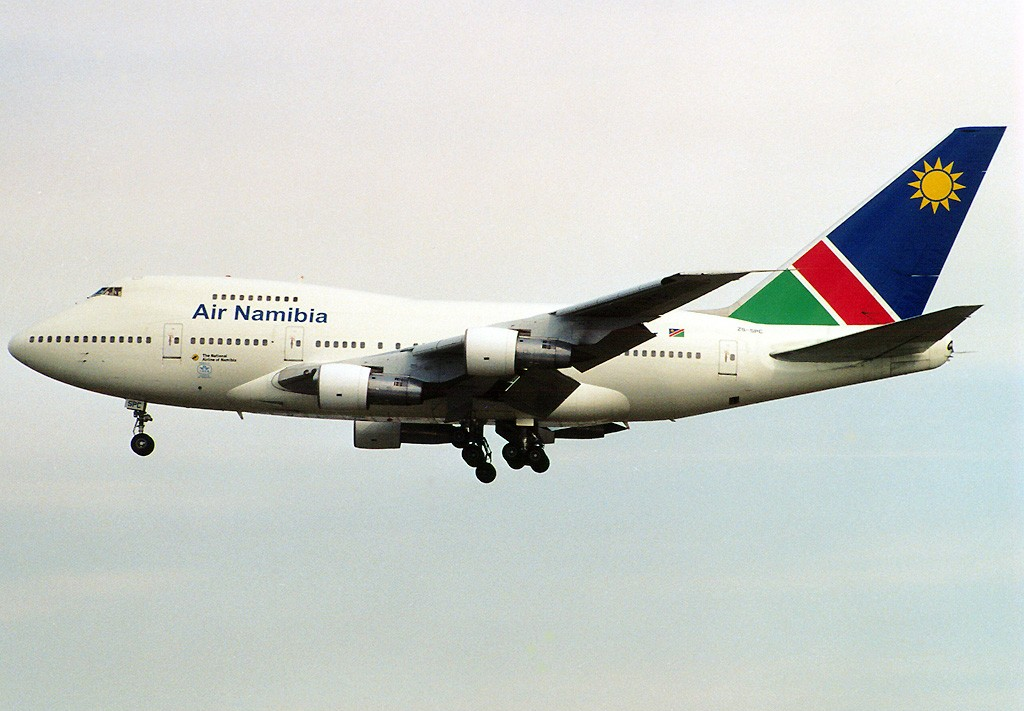
에어 나미비아의 보잉 747SP
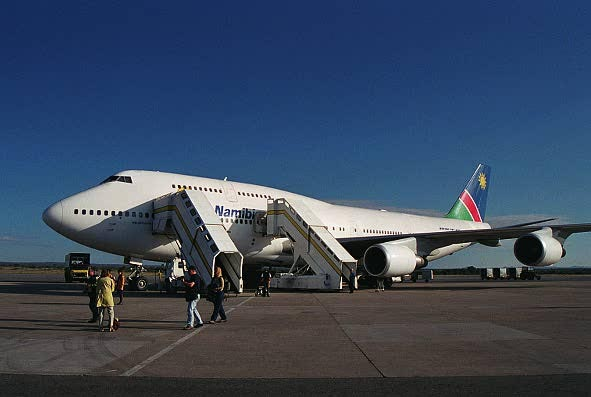
에어 나미비아의 보잉 747-400
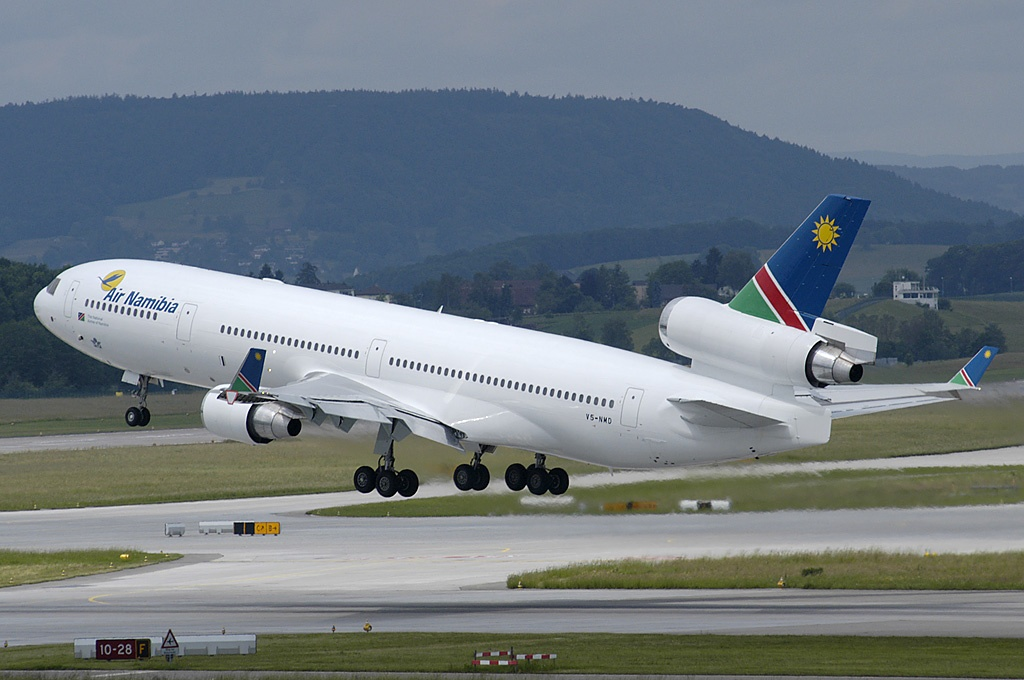
에어 나미비아의 맥도넬더글러스 MD-11